# Sergio I di Napoli
Sergio I di Napoli (... – Napoli, 864) è stato un militare italiano fu duca di Napoli dall'840 all'864.

## Origini
Figlio di Marino il Greco, conte di Cuma, e di Euprassia. I suoi genitori erano « di famiglie illustri ». Sebbene l'origine di suo padre rimanga oscura, a giudicare dai nomi dati ai suoi figli (Cesario (Cæsarius), Stefano (Stephanus) e Gregorio (Gregorius)), è probabile che egli discendesse, per linea materna, da Stefano II di Napoli, duca (754-766) e successivamente vescovo di Napoli (766-799), a sua volta padre di figli chiamati Cæserius, Gregorius ed Eupraxia.

## Duca ereditario
Sergio succede al duca Contardo, il cui regno dura solo 15 giorni tra l’839 e l’840. Sergio diventa il primo duca strettamente ereditario di Napoli, regnando per 25 anni e tre mesi, e fonda la dinastia dei Sergi.
I napoletani furono i primi a utilizzare i servizi delle bande di pirati musulmani per combattere il loro principale nemico, il principato di Salerno. Dopo l’840, a causa della guerra civile che divideva i Longobardi, le popolazioni costiere dovettero affrontare la minaccia araba.
Il duca Sergio radunò la sua flotta insieme alle navi di Amalfi e Gaeta e inflisse ai Saraceni una sconfitta presso la punta di Licosa, nel golfo di Salerno. L’emiro di Palermo volle vendicarsi e organizzò una grande spedizione punitiva verso la baia di Napoli. Le sue truppe arrivarono alle porte di Sorrento, dove le loro navi furono catturate dagli abitanti di Sorrento e Napoli. Dopo il sacco di Roma nell’agosto dell’846, la flotta napoletana, guidata da Cesario, figlio del duca, impedì agli arabi di avanzare ulteriormente e, quando questi si imbarcarono nuovamente, le loro navi furono disperse da una tempesta.
Quando Cesario si recò personalmente a Roma, la lega marittima costituita da Napoli, Amalfi e Gaeta concluse un accordo con papa Leone IV. L’ammiraglio napoletano riportò poi una nuova vittoria contro gli invasori nell’849. La preminenza del duca Sergio sui principi del sud Italia divenne totale, e l’imperatore Ludovico II il Giovane si rivolse a lui per riconciliare Benevento e Salerno. L’8 maggio 859, il duca Sergio lanciò un attacco contro Capua, che fu respinto da Landone il Giovane.
Sergio I morì dopo un regno di 25 anni e 3 mesi e riuscì a trasmettere senza opposizione il suo potere al figlio Gregorio III, che aveva associato al governo già dall’850. L’altro figlio, Atanasio I, divenne vescovo di Napoli nello stesso periodo.Il terzo figlio maschio, Cesario, fu protagonista della Battaglia di Ostia (849) come comandante della flotta napoletana.

## Unione e discendenza
Sergio I sposò una donna di nome Drosu, dalla quale nacquero:
- Gregorio III, duca dal 850 al 870;
- Cesario, capitano e ammiraglio (morto nel 872);
- Atanasio I, vescovo di Napoli nel 850 (morto nel 875);
- Marino, padre di Gregorio IV di Napoli, duca, e di Atanasio III, vescovo di Napoli;
- Stefano III, vescovo di Napoli dal 898 al 907 (morto nel 907);
- Una figlia, sposata con Landolfo di Capua (morto intorno al 856).